# Canoe ocean racing ai II Giochi del Mediterraneo sulla spiaggia
Le gare di Canoe ocean racing ai II Giochi del Mediterraneo sulla spiaggia si sono svolti dal 25 al 31 agosto 2019 a Patrasso, in Grecia.

## Podi
| Evento         | Oro                   | Argento            | Bronzo               |
| Gara maschile  | Walter Bouzan Sanchez | Victor Doux        | Esteban Medina Ojeda |
| Gara femminile | Angie Le Roux         | Judit Vergés Xifra | Amaia Osaba Olaberri |

## Medagliere
| Pos.   | Paese   | Oro | Argento | Bronzo | Tot |
| ------ | ------- | --- | ------- | ------ | --- |
| 1      | Spagna  | 1   | 1       | 2      | 4   |
| 2      | Francia | 1   | 1       | 0      | 2   |
| Totale | Totale  | 2   | 2       | 2      | 6   |